# Autocharis esmeralda
Autocharis esmeralda là một loài bướm đêm trong họ Crambidae.